# Final de temporada
Un final de temporada normalment és l'episodi final d'una temporada d'un programa o sèrie de televisió. Sovint aquest episodi final és el que marca l'escissió que acompanyarà un període en el qual no s'emetrà el programa, a l'espera d'una nova temporada. Aquest final sovint intenta atraure els espectadors perquè segueixin veient el programa un cop comenci de nou la següent temporada. Per altra banda, també s'hi ha empleat aquest concepte de 'final de temporada' per a descriure el punt final entre temporades esportives i de competició o, fins i tot, en períodes marcats pel calendari.